# Beloslawa Dimitrowa

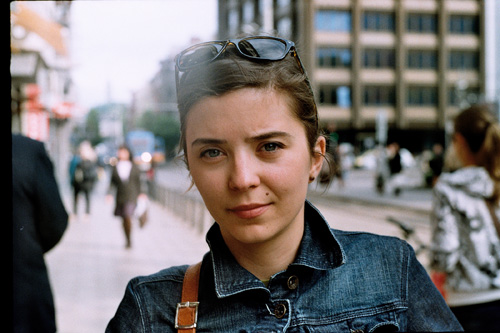
Beloslawa Dimitrowa (2014)

Beloslawa Dimitrowa (bulgarisch Белослава Димитрова; * 2. April 1986 in Sofia, Bulgarien) ist eine bulgarische Dichterin und  Radiojournalistin.
Sie studierte Deutsche Philologie und Journalismus an der Universität Sofia. Zurzeit arbeitet sie als Moderatorin beim Bulgarischen Nationalen Hörfunk.
Sie hat zwei Gedichtbände veröffentlicht: Anfang und Ende (2012) und Die Wilde Natur (2014).
Die Wilde Natur wurde im Jahr 2014 mit dem Nationalpreis für Dichtung „Iwan Nikolow“ ausgezeichnet.
Ihre Dichtung zeichnet sich durch Sprachradikalismus und eine Sehnsucht nach dem Ausdruckslosen und Nichtmenschlichen aus.